# Родопска яка
Родопска яка или Северна родопска яка е регион в подножието на Родопите южно от Пловдив и Асеновград.

## География
Родопската яка е регион в южната част на Пловдивското поле в Горнотракийската низина и северната част на обширния планински рид Чернатица между реките Въча и Чепеларска река (Чая) до историко-географска област Тъмръш на юг. Регионът обхваща територията на Община Куклен, южните части на Община Родопи, Община Перущица, Община Кричим и северните части на Община Асеновград в Област Пловдив.
Родопската яка има характерен микроклимат с увеличена сума на валежите, поради местното засилване на вертикалните въздушни течения. В района се наблюдава местен вид фьон.

## Икономика
Географията на региона е съчетание между равнина и планина с добри и разнообразни условия за стопанско развитие. Обработваемата земя е заета от лозя, овощни и зеленчукови насаждения. Природните и климатични дадености на района и неговото географско разположение го представят като естествена крайградска зона на град Пловдив, с висок потенциален стопански, културен и туристически ресурс.
Родопската яка е традиционен лозаро-винарски регион с хиляди декари лозови масиви от различни сортове грозде. Уникален местен винен сорт е Маврудът, от който се произвежда и виното Станимашка малага. Винарски изби и винопроизводителни предприятия работят в Асеновград, Куклен, Руен, Брестовица, Перущица, Първенец, Устина. Ежегодно през ноември в село Брестовица се провежда празник на младото вино с дегустации, а 14 февруари – Трифон Зарезан – е най-големият празник на селото. С цел развитието на винения туризъм, регионалната лозаро-винарска камара „Тракия“ е обособила винените маршрути „Пътят на Дионисий“, „Пътят на Орфей“ и „Античният път на тракийското вино“.
В последните години селата Марково, Браниполе, Белащица, Брестник и Първенец се развиват почти като квартали на град Пловдив. Тези селища се превърнаха в предпочитано място за живеене с висок комфорт. Новото жилищно строителство се концентрира най-вече около Белащица и Марково, а обществено обслужващото застрояване се изтегля по основните транспортни оси, водещи към Пловдив.

## Културни и природни забележителности
В региона са проучени, декларирани и обявени природни забележителности и паметници на културата от всички исторически епохи. Сред най-популярните са скалния феномен с тракийско светилище Белинташ, биосферния резерват Червената стена, старите римски пътища, от които най-известен е Траяновия път, раннохристиянския храм Червената църква, средновековната Асенова крепост, Историческия музей в Перущица.
В Родопската яка се намират Бачковския манастир „Света Богородица“, Белащинския манастир „Свети Георги Победоносец“, Белочерковския манастир „Свети Свети Петър и Павел“, Горноводенския манастир „Свети Свети Кирик и Юлита“, Кричимския манастир „Рождество Богородично“, Кукленския манастир „Свети Козма и Дамян“, Мулдавския манастир „Света Петка“, както и множество параклиси.
Лесопарк „Родопи“, разположен на територията на община Куклен, е една от основните зони за отдих, летен и зимен туризъм за пловдивчани. Паркът се разпростира на площ от 23000 дка и има надморска височина от 700 м до 1700 м. В него са формирани четири курортно-туристически ядра – „Здравец“, „Копривките“, „Студенец“ и „Бяла Черква“ с обща леглова база 2500 места. Други туристически местности са Бряновщица (над Брестовица) и Равнища (над Дедево), Тъмръш (над Храбрино), Върховръх (над Перущица), язовир „Четиридесетте извора“, източно от Асеновград.